# 레이철 스위트
레이철 스위트(Rachel Sweet, 1962년 7월 28일 ~ )는 미국의 배우, 음악가, 가수, 작곡가 겸 작사가, 각본가이다.
애크런에서 태어났다.

## 음반 목록

### 정규 앨범
- Fool Around (1978)
- Protect the Innocent (1980)
- ... And Then He Kissed Me (1981)
- Blame It on Love (1982)
- Alive in America (2022)

## 영상 목록

### 영화
- 야망의 노래 (1989, Sing)
- 집시 (1993, Gypsy)
- 플레이보이 러브 (1993, All Tied Up)

### 텔레비전
- 조지 로페즈 (2002-04)